# Discografia di Flume
Il musicista australiano elettronico Flume ha pubblicato due album discografici, tre extended plays, nove singoli e 11 video musicali.

## Album discografici
| Titolo | Dettagli album                                                                                | Posizione massima | Posizione massima | Posizione massima | Posizione massima | Posizione massima | Posizione massima | Posizione massima | Posizione massima | Certificazioni                 |
| Titolo | Dettagli album                                                                                | AUS               | AUS Indie         | BEL (FL)          | BEL (WA)          | NLD               | NZ                | UK                | US                | Certificazioni                 |
| ------ | --------------------------------------------------------------------------------------------- | ----------------- | ----------------- | ----------------- | ----------------- | ----------------- | ----------------- | ----------------- | ----------------- | ------------------------------ |
| Flume  | - Pubblicato: 9 novembre 2012 - Etichetta: Future Classic - Formato: CD, LP, digital download | 1                 | 1                 | 139               | 180               | 67                | 12                | —                 | —                 | - ARIA: 2× Platino - RMNZ: Oro |
| Skin   | - Pubblicato: 27 maggio 2016 - Etichetta: Future Classic - Formato: CD, LP, digital download  | 1                 | 1                 | 3                 | 13                | 17                | 1                 | 25                | 8                 | - ARIA: Oro                    |

## Extended plays
| Titolo                                   | Dettagli album                                                                                  | Posizione massima |
| Titolo                                   | Dettagli album                                                                                  | AUS               |
| ---------------------------------------- | ----------------------------------------------------------------------------------------------- | ----------------- |
| Lockjaw (Flume e Chet Faker)             | - Pubblicato: 22 novembre 2013 - Etichetta: Future Classic - Formato: CD, 12", digital download | —                 |
| Skin Companion EP 1                      | - Pubblicato: 25 novembre 2016 - Etichetta: Future Classic - Formato: 12", digital download     | 29                |
| Skin Companion EP 2                      | - Pubblicato: 17 febbraio 2017 - Etichetta: Future Classic - Formato: 12", digital download     | 67                |
| We Live In A Society (Flume e JPEGMafia) | - Pubblicato: 02 maggio 2025 - Etichetta: indipendente - Formato: digital download              | —                 |

## Singoli
| Titolo                                                                                       | Anno | Posizione massima | Posizione massima | Posizione massima | Posizione massima | Posizione massima | Posizione massima | Posizione massima | Posizione massima | Posizione massima | Posizione massima | Certifications | Album            |
| Titolo                                                                                       | Anno | AUS               | AUS Indie         | BEL (FL)          | FRA               | ITA               | NZ                | UK                | UK Dance          | US                | US Dance          | Certifications | Album            |
| -------------------------------------------------------------------------------------------- | ---- | ----------------- | ----------------- | ----------------- | ----------------- | ----------------- | ----------------- | ----------------- | ----------------- | ----------------- | ----------------- | --- | ---------------- |
| "Sleepless" (featuring Anthony for Cleopatra)                                                | 2011 | —                 | —                 | —                 | —                 | —                 | —                 | —                 | —                 | —                 | —                 | Sleepless |                  |
| "On Top" (featuring T.Shirt)                                                                 | 2012 | 57                | 3                 | —                 | —                 | —                 | —                 | —                 | —                 | —                 | —                 | - ARIA: Gold | Flume            |
| "Sleepless" (featuring Jezzabell Doran)                                                      | 2012 | 53                | 5                 | —                 | —                 | —                 | 31                | —                 | —                 | —                 | —                 | - ARIA: Gold | Flume            |
| "Holdin On"                                                                                  | 2012 | 17                | 1                 | —                 | —                 | —                 | 22                | —                 | —                 | —                 | —                 | - ARIA: 2× Platinum                                                                                                  | Flume            |
| "Drop the Game" (with Chet Faker)                                                            | 2013 | 18                | 1                 | —                 | 125               | —                 | —                 | —                 | —                 | —                 | —                 | - ARIA: 2× Platino                                                                                                   | Lockjaw          |
| "Some Minds" (featuring Andrew Wyatt)                                                        | 2015 | 27                | 2                 | —                 | —                 | —                 | —                 | —                 | —                 | —                 | 19                | - ARIA: Oro | Non-album single |
| "Never Be like You" (featuring Kai)                                                          | 2016 | 1                 | 1                 | 10                | 27                | 81                | 2                 | 95                | 22                | 20                | 3                 | - ARIA: 5× Platino - BEA: Platino - BPI: Argento - MC: 2× Platino - RIAA: Platino - RMNZ: 2× Platino - SNEP: Platino | Skin             |
| "Smoke & Retribution" (featuring Vince Staples and Kučka)                                    | 2016 | 23                | 3                 | —                 | —                 | —                 | 46                | —                 | —                 | —                 | 18                | - ARIA: Oro | Skin             |
| "Say It" (featuring Tove Lo)                                                                 | 2016 | 5                 | 1                 | 36                | 154               | —                 | 4                 | 69                | 26                | 60                | —                 | - ARIA: 3× Platino - MC: Oro - RIAA: Oro - RMNZ: Platino                                                             | Skin             |
| "—" denota una registrazione che non ha traccia o non è stata pubblicata in quel territorio. |      |                   |                   |                   |                   |                   |                   |                   |                   |                   |                   | |                  |

## Altre canzoni classificate
| Titolo                                    | Anno | Posizione massima | Posizione massima | Posizione massima | Album               |
| Titolo                                    | Anno | AUS               | NZ Heat.          | US Dance          | Album               |
| ----------------------------------------- | ---- | ----------------- | ----------------- | ----------------- | ------------------- |
| "Helix"                                   | 2016 | —                 | —                 | 46                | Skin                |
| "Lose It" (featuring Vic Mensa)           | 2016 | 63                | —                 | 30                | Skin                |
| "Wall Fuck"                               | 2016 | —                 | —                 | 29                | Skin                |
| "Take a Chance" (featuring Little Dragon) | 2016 | 65                | —                 | 41                | Skin                |
| "Tiny Cities" (featuring Beck)            | 2016 | —                 | —                 | 31                | Skin                |
| "Heater"                                  | 2016 | —                 | 3                 | 44                | Skin Companion EP 1 |
| "Trust" (featuring Isabella Manfredi)     | 2016 | —                 | 7                 | 34                | Skin Companion EP 1 |
| "Weekend" (featuring Moses Sumney)        | 2017 | —                 | 7                 | —                 | Skin Companion EP 2 |
| "Enough" (featuring Pusha T)              | 2017 | —                 | 9                 | —                 | Skin Companion EP 2 |

## Crediti di produzione e scrittura del testo
| Titolo                          | Anno | Artista/i    | Album           | Crediti                |
| ------------------------------- | ---- | ------------ | --------------- | ---------------------- |
| "I Met You"                     | 2012 | Anna Lunoe   | Real Talk EP    | Co-writer - produttore |
| "Talk Talk"                     | 2014 | George Maple | Vacant Space EP | Co-writer              |
| "Talk" (featuring George Maple) | 2016 | DJ Snake     | Encore          | Co-writer              |
| "I Remember"                    | 2016 | AlunaGeorge  | I Remember      | Produttore             |

## Remixes
| Titolo                                                                                       | Anno | Posizione massima | Posizione massima | Posizione massima | Posizione massima | Artista              |
| Titolo                                                                                       | Anno | AUS               | AUS Indie         | UK                | UK Dance          | Artista              |
| -------------------------------------------------------------------------------------------- | ---- | ----------------- | ----------------- | ----------------- | ----------------- | -------------------- |
| "Back and Forth" (Flume vs. Mr. V)                                                           | 2010 | —                 | —                 | —                 | —                 | Fedde le Grand       |
| "The Anthem"                                                                                 | 2011 | —                 | —                 | —                 | —                 | Onra                 |
| "Zimbabwe"                                                                                   | 2011 | —                 | —                 | —                 | —                 | New Navy             |
| "Gravel Pit"                                                                                 | 2012 | —                 | —                 | —                 | —                 | Matt Miller x Kilter |
| "Higher"                                                                                     | 2012 | —                 | —                 | —                 | —                 | Ta-ku                |
| "Won't Get Lost"                                                                             | 2012 | —                 | —                 | —                 | —                 | The Aston Shuffle    |
| "Every Little Step"                                                                          | 2012 | —                 | —                 | —                 | —                 | Junior Boys          |
| "HyperParadise"                                                                              | 2012 | 38                | 3                 | —                 | —                 | Hermitude            |
| "A Baru in New York" (Flume Soundtrack Version)                                              | 2013 | —                 | —                 | —                 | —                 | Yolanda Be Cool      |
| "Slasherr" (Flume Edit)                                                                      | 2013 | —                 | —                 | —                 | —                 | Rustie               |
| "You & Me"                                                                                   | 2013 | —                 | —                 | 49                | 17                | Disclosure           |
| "Woman of the Ghetto" (Flume's Jackin House Mix)                                             | 2013 | —                 | —                 | —                 | —                 | Marlena Shaw         |
| "Tennis Court"                                                                               | 2014 | —                 | —                 | —                 | —                 | Lorde                |
| "Gold" (Flume Re-work)                                                                       | 2014 | —                 | —                 | —                 | —                 | Chet Faker           |
| "Test & Recognise" (Flume Re-work)                                                           | 2014 | —                 | —                 | —                 | —                 | Seekae               |
| "Afterlife"                                                                                  | 2014 | —                 | —                 | —                 | —                 | Arcade Fire          |
| "Lay Me Down"                                                                                | 2015 | —                 | —                 | —                 | —                 | Sam Smith            |
| "Turning"                                                                                    | 2015 | —                 | —                 | —                 | —                 | Collarbones          |
| "—" denota una registrazione che non ha traccia o non è stata pubblicata in quel territorio. |      |                   |                   |                   |                   |                      |

## Essential Mix
Flume apparse nello show radiofonico della BBC Radio 1 Essential Mix il 3 ottobre 2015, circa sei mesi prima l'uscita del suo secondo album discografico, Skin. Il mix presentò la sua musica e le sue tracce provenienti da artisti elettronico come Jon Hopkins, Amon Tobin, e Jamie xx, in aggiunta ad artisti hip hop Knxwledge, Vic Mensa, Vince Staples, e Kanye West.

## Produzione e scrittura
- 2013: Touch Sensitive – "Pizza Guy"
- 2014: George Maple – "Vacant Space"
- 2014: George Maple – "Talk Talk"
- 2016: AlunaGeorge – "I'm in Control" (featuring Popcaan)
- 2016: AlunaGeorge – "I Remember"
- 2016: DJ Snake – "Talk" (featuring George Maple)

## Video musicali
| Titolo                                  | Anno | Regista/i           |
| --------------------------------------- | ---- | ------------------- |
| "I Met You" (Anna Lunoe and Flume)      | 2012 | Melvin J. Montalban |
| "Sleepless" (featuring Jezzabell Doran) | 2012 | Damon Cameron       |
| "Left Alone" (featuring Chet Faker)     | 2013 | Rhett Wade-Ferrell  |
| "Holdin On"                             | 2013 | Joe Nappa           |
| "More Than You Thought"                 | 2013 | Angus Lee Forbes    |
| "On Top" (featuring T.Shirt)            | 2013 | Angus Lee Forbes    |
| "Insane" (featuring Moon Holiday)       | 2013 | Angus Lee Forbes    |
| "Drop the Game" (Flume and Chet Faker)  | 2013 | Lorin Askill        |
| "Some Minds" (featuring Andrew Wyatt)   | 2015 | Clemens Habicht     |
| "Never Be like You" (featuring Kai)     | 2016 | Clemens Habicht     |
| "Say It" (featuring Tove Lo)            | 2016 | Nez                 |